# Chaetomium torulosum
Chaetomium torulosum är en svampart som beskrevs av Bainier 1909. Chaetomium torulosum ingår i släktet Chaetomium och familjen Chaetomiaceae.  Arten är reproducerande i Sverige. Inga underarter finns listade i Catalogue of Life.